# أندرو هورن
أندرو هورن (بالإنجليزية: Andrew Horn)‏ هو كاتب سيناريو ومخرج أمريكي، ولد في 16 سبتمبر 1952 في نيويورك في الولايات المتحدة.

## وصلات خارجية
- أندرو هورن على موقع IMDb (الإنجليزية)
- أندرو هورن على موقع ألو سيني (الفرنسية)
- أندرو هورن على موقع أول موفي (الإنجليزية)
- أندرو هورن على موقع قاعدة بيانات الفيلم (الإنجليزية)
- أندرو هورن على موقع كينوبويسك (الروسية)